# Iufni
Iufni ali Jevefni je bil faraon Trinajste egipčanske dinastije, ki je vladala v drugem vmesnem obdobju Egipta. Egiptologa  Kim Ryholt in Darrell Baker trdita, da je bil sedmi vladar Trinajste dinastije, medtem ko ga Jürgen von Beckerath in Detlef Franke štejeta za šestega vladarja dinastije. Iufni je vladal iz Memfisa zelo malo časa okoli leta 1741 pr. n. št. 

## Dokazi
Iufni je znan s Torinskega seznama kraljev, sestavljenega v ramzeškem obdobju približno 500 let po njegovi smrti. Po Ryholtovi  zadnji rekonstrukciji Torinskega seznama kraljev je njegovo ime  9. vrstici 7. kolone seznama.

## Družina
Ryholt ugotavlja, da imata Iufnijeva predhodnika Ameni Kemau in Hotepibre Kemau Siharnedjheritef in njegov naslednik Seankibre Ameni Antef Amenemhet VI. filiativna imena, se pravi imena, ki jih povezujejo z njihovimi očeti. Ker je Iufni vladal med njimi, Ryholt trdi, da so bili iz iste družine. Zaradi kratke Iufnijeve vladavine Ryholt domneva, da je bil Hotepibrejev brat ali vnuk Amenemheta V.